# Seitokai Yakuindomo
Seitokai Yakuindomo (яп. 生徒会役員共, укр. Члени шкільної ради) — чотирьохпанельна комедійна сьонен-манґа автора й ілюстратора Тодзена Удзі. Публікувалася в журналі Magazine Special видавництва Kodansha з червня 2007 по липень 2008 р., після чого стала виходити в журналі Weekly Shonen Magazine з вересня 2008-го. Глави збираються і публікуються у вигляді танкобонів видавництва Kodansha; станом на вересень 2017 року в Японії було видано 16 томів.
Трансляція першого сезону аніме-серіалу, знятого по манзі студією GoHands, тривала з 4 липня по 26 вересня 2010 р. на телеканалі TV Kanagawa, другого — з 4 січня по 29 березня 2014 р. Всього показано 26 епізодів + 17 OVA. 21 липня 2017 року випущений аніме-фільм Seitokai Yakuindomo: The Movie.

## Сюжет
У зв'язку з демографічною кризою в Японії уряд останньої приймає новий курс: приватна академія Осай, жіноча школа зі старовинними традиціями, переходить на спільне навчання. Проте в перший рік експерименту співвідношення хлопців і дівчат ледь досягло 1:18, що повною мірою на собі відчув Такатоші Цуда, який вирішив туди вступити, оскільки вона знаходиться поряд з його будинком.
Свіжообрана голова шкільної ради Шіно Амакуса вирішує ввести до чоловічої частини академії Цуду навіть без його згоди через звичайний збіг обставин.
Головному героєві доведеться добре попрацювати на благо академії, щоб захистити чоловічі інтереси, разом з трьома іншими членами ради. Поступово дівчата (не тільки зі шкільної ради) зближуються з чоловічим віцепрезидентом і повільними темпами їх взаємини виходять за рамки дружби.

## Дійові особи

### Головні
- Такатоші Цуда (яп. 津田 タカトシ)

Центральний чоловічий персонаж і старший брат Котомі Цуди. Високий хлопець у порівнянні зі своїми друзями та членами студради, часто допомагає діставати речі, що знаходяться поза зоною досяжності (в основному, для Судзу). Він досить худий, має волосся темно-коричневого відтінку, що стирчить з двох боків, має короткі чубчики, які простягаються до чола, очі світло-коричневого кольору. У рідкісний день його можна побачити в повсякденному одязі, досить рандомізованому, тобто у нього немає конкретного стилю.
Вступив у старшу школу Осай через те, що вона найближча до його будинку. У перший же день навчання змушений приєднатися до студради в ролі віце-голови, щоб захищати честь учнів-хлопців. Типовий нормальний хлопець без усяких збоченських думок у голові. Саме тому йому часто набридають непристойні жарти колег по студраді. У зв'язку з його постійним перебуванням у жіночому колі з цим пов'язано безліч комедійних ситуацій. Зазвичай він виступає як саркастичний коментатор, коли дівчата по школі роблять збочені коментарі та сексуальні натяки. З часом він настільки звикає до такої поведінки, що дивується, коли вони так не вчиняють.
Його день народження — у липні, через місяць після Шіно (червень). Грав у футбол у минулій школі. Зазначається, що Цуда склав екзамени і в старшу школу Ейрьо, однак не вступив туди, бо туди треба йти піднімаючись на пагорб. Має погану звичку кусати нігті.
Добродушний. Любить байдикувати, попри це розумний і має здібності до написання історій. Роботу студради виконує впевнено й ретельно, за характером — добрий і справедливий, готовий прийти на допомогу, через що в нього закохані багато дівчат, хоча він цього не помічає. За словами Ранко Хати, Такатосі вважається популярним серед жіночої частини академії. Існує помилкове переконання, що він начебто зустрічається з Сіно, через що не всім дівчатам вистачає сміливості познайомитися з ним.
- Шіно Амакуса[2] (яп. 天草 シノ)

Одна з центральних жіночих персонажок, 17-річна голова шкільної ради та учениця-старшокласниця другого класу. Популярна серед ровесників, заслуговує на їх довіру. У неї є молодша сестра, яка з'являється в 195 главі манги. Справжня господиня в роботі по дому, у навчанні старанна і серйозна, прекрасна в спорті, тим не менше, в її голові постійно крутяться збоченські думки, до яких вона приплітає Цуду. Журналістка Хата поширює неправдиві чутки про те, що Шіно і Цуда зустрічаються.
Сильно боїться висоти і комах, обожнює фестивалі. Її день народження — 12 червня. Дуже боїться помилок, навіть найменших, часто не спить вночі перед важливими подіями. Має плюшевого ведмедика з кляпом у роті, подарунок Арії на день народження. Шанувальниця історії, особливо Оди Нобунаґи. Розказує правила навчдради на початку кожного епізоду. Заздрить великим грудям Арії. Шіно була також головою учради в початковій школі, працюючи разом з подругою свого дитинства Амано Місакі.
Пізніше розвиває романтичні почуття до Такатоші, які проявляє або в ревнощах, або в спробах привернути його увагу. Червоніє, коли Такатоші робить їй компліменти, турбується за нього. Сам хлопець захоплюється її лідерськими рисами характеру, інтелектом і харизмою, проте негативно ставиться до цитат з сексуальним підтекстом.
- Аріа Шічіджьо (яп. 七条 アリア)

Один із основних жіночих персонажок, 17-річна секретарка шкільної ради, учениця-старшокласниця другого класу. Найкраща подруга Сіно. Родом із багатої родини, має навіть власну служницю. Часто разом з Шіно обговорюють Такатоші. Має великі груди, що викликає заздрість у Сіно.
Вона має яскраво збочений розум; як і в Шіно, у неї звичка перекручувати кожне слово і думки в бік сексуального. Через те, що Арія абсурдно багата, вона може бути соціально незграбною. При цьому Арія академічно розумна і посідає друге місце за рівнем навчання відразу після Шіно. Попри те, що вона є дочкою багатіїв, Арія далеко не зіпсована. Насправді дівчина надзвичайно щедра і з радістю використовує своє багатство заради своїх друзів. Кілька разів вона залучила членів навчради до різних екзотичних місць за свій рахунок.
Попри сексуалізовану поведінку, Шічіджьо володіє материнським темпераментом, вона серйозно ставиться до таких речей, як весілля, сім'я, кухня тощо. При цьому помітно, що з Цудою дівчина поводиться стриманіше, ніж Сіно, інколи навмисно каже слова з сексуальним підтекстом, перевіряючи реакцію хлопця. Завжди дає йому їжу, ввічлива до нього. В Арії почуття є до Такатосі, хоча вони переплетені з її БДСМ-мріями. Він поважає її таланти (в тому числі каліграфію й аранжування квітів), проте обережний навколо неї, коли та починає казати щось інтимне.
- Судзу Хаґімура (яп. 萩村 ス')

Одна з основних жіночих персонажок, 16-річна учениця-старшокласниця, скарбниця шкільної ради, Геній із IQ 180, здатна виконувати математичні операції з 10-значними числами, вільно говорить кількома мовами, включаючи англійську. Тільки її красуня-мати була показана кілька разів, батько ж на екрані не з'являвся. День її народження в квітні.
Має низький зріст (140 см), як учениця початкової школи, і дитячу зовнішність, що є об'єктом багатьох жартів її друзів, які її дратують, любить дивитися на людей згори вниз. Відстежує свій зріст, роблячи лінії на стіні вдома. Реагує і повною мірою усвідомлює, що коїться навколо неї, коли спить. Лягає спати о 9 вечора і часто потребує післяобіднього сну. Має фотографічну пам'ять, може запам'ятовувати зміст книги, просто гортаючи її.
Найбільш психічно зріла з персонажів, поважає Сіно й Арію за організаторські та інші здібності, але не розділяє вульгарних жартів своїх подруг, сильно боїться усього паранормального. Спочатку не дуже добре ставилася до ідеї, що хлопці почнуть вчитися в Осай і відповідно підозріло дивилася на Цуду. Проте скоро змирилася з цим і розвинула з хлопцем дружні стосунки, навіть найкращі в квартеті. У наступних розділах манги, OVA і з другого сезону аніме відкрито показується, що Судзу починає цікавитися хлопцем романтично.

### Другорядні
- Котомі Цуда (яп. 津田 コトミ)

Молодша сестра Такатосі «в розквіті статевого дозрівання». Під час перших частин манги і першого сезону аніме Котомі була в молодших класах, але стала вчитися в школі Осай наступного року. Вона уважна і турботлива щодо інших, але дуже зацікавлена в дослідженні «дорослих тем». Вступні іспити в академію Осай в епізоді 12 вона практично провалила, проте один з учителів побачив в Котомі споріднену душу.
Котомі — мила дівчина з довгим темно-каштановим волоссям, великими карими очима і часто посміхається. Більш стильна, ніж її брат, часто носить різні наряди. Вона яскрава і весела, дуже популярна серед однокласників і має багато друзів. Паралельно Котомі досить ледача і невмотивована, учениця середнього рангу. Проявляє безсоромний інтерес у дорослих питаннях, зокрема секс, порнографія, еротичні ігри.
Такатосі і Котомі надзвичайно близькі, Цуда часто допомагає їй вчитися. Котомі обожнює старшого брата й іноді натякає, що хотіла б мати романтичні відносини з ним. Проте незрозуміло, вона це серйозно чи ні.
- Ранко Хата (яп. 畑 ランコ)

Голова журналістського клубу. Абсолютно віддана своїй роботі, на чому неодноразово наголошується в аніме, її фотоапарат завжди при ній. Вона годинами може сидіти в засідці заради цікавого репортажу. Торгує фотографіями у стилі «ню» за межами школи.
На відміну від енергійних дівчат, які становлять більшість у серії, Ранко — тиха незворушна особистість. Вираз її обличчя, як правило, нейтральний, хоча вона іноді посміхається, коли щось цікаве відбувається і що вона може використати у своїй газеті. Головний недолік Ранко — її повна відсутність моралі, коли мова заходить про отримання фото. Вона готова на все, щоб зробити історію більш «цікавою». Головною ціллю дівчини є Цуда, хоча Сіно і Каеде — також її журналістський інтерес. Амакуса добре обізнана про особу Ранко і взагалі тримає її у вузді, хоча й висловлює роздратування про поширення журналісткою чуток про зв'язок між нею і Такатосі.
Хата введена в сюжет для більш найкращого розкриття внутрішнього світу інших персонажів: зокрема, завдяки її багатьом інтерв'ю можна дізнатися подробиці про головних і другорядних героїв аніме. Її найчастіші фрази — «Це шанс!», «Переговори не увінчалися успіхом» і «Це буде продаватися!».
- Наруко Йокосіма (яп. 横島 ナルコ)

Викладачка, кураторка студентської ради. Найбільша збоченка в серіалі, постійно намагається спокусити Такатосі. Імовірно, має багато коханців і активно шукає молодих хлопців, в тому числі серед студентів. Із задоволенням розповідає про теми, пов'язані з сексуальною тематикою, включаючи фетишизм і БДСМ. Часто зображується, як ненадійна викладачка.
Тим не менш, вона має власні проблеми, скаржиться, що не в змозі заспокоїтися (25 років часто вважається віком для японки, яка більше не підходить для шлюбу). Крім того, в надзвичайних ситуаціях демонструє себе як досвідчена викладачка.
- Муцумі Міцуба (яп. 三葉 ムツミ)

Лідерка і засновниця шкільного клубу дзюдо, сильна і досвідчена бійчиня, тренується наполегливіше за всіх, однокласниця Такатосі Цуди та Кендзі Янагімото. Під час другого року навчання стає однокласницею Судзу Хагімури, Нене Тодорокі і найкращої подруги Чірі Накадзото.
Добра й енергійна дівчина, яка легко заводить друзів серед хлопців і дівчат, легко може поліпшити настрій інших людей, просто перебуваючи поміж ними через свою веселу особистість. Оскільки в неї безневинне серце, вона часто спотворює збочені коментарі Арії та Сіно. Спорт — єдина сфера, в якій у неї добре йдуть справи. Зізнається, що їй важко всидіти на місці протягом тривалого періоду часу.
Її часто називають безневинною і наївною чи «чистою» у порівнянні з іншими дівчатами. З розвитком сюжету закохується в Такатосі, через що дівчину інколи дражнить Чірі. Її головна мрія — стати нареченою. Муцумі — одна з небагатьох людей, яка звертається до Такатосі по імені на регулярній основі (інші — Котомі та Уомі). Вони ладнають між собою, Такатосі знаходить її освіжаюче нормальною в порівнянні з членами шкільради. Цуда вважає її невинність чарівною і часто намагається захистити від збочених коментарів Сіно, Арії і Ранко.
Муцумі можна побачити в першому епізоді аніме, коли Такатосі проходить квиткові автомати. Також хоча найчастіше люди відзначають, що Цуда не звертає уваги на почуття дівчат навколо нього, Муцумі сама втрачає безліч шансів стати ближчою до нього. Через свій атлетизм і спортивну фігуру не потребує допомоги Цуди. Чірі часто вказує на цю неосвіченість Муцумі.
- Чірі Наказато (яп. 中里 チリ)

Подруга Муцумі, одна із засновниць клубу дзюдо. Зокрема, саме вона розповіла Такатосі про інтерес до нього Муцумі.
- Каеде Іґарасі (яп. 五十嵐 カエデ)

Голова дисциплінарного комітету академії Осай. Каеде вперше з'явилася після нещасливої поїздки шкільної ради на пляж, погрожуючи Сіно Амакусі звільненням з поста президента. У неї довге пряме світло-каштанове волосся з двома косами, які сягають спини, темно-карі очі, її зріст часто є непослідовним протягом усього серіалу, вона, як правило, на голову нижче Такатосі. Часто має строгий погляд (у зв'язку з роллю на посаді глави Дисциплінарного комітету), але вираз її обличчя часто значно пом'якшується навколо людей, яких вона знає.
Має розвинене відчуття справедливості. У порівнянні з більшістю інших персонажок Каеде перебуває у вертикальному положенні, це серйозна та старанна учениця. Боїться чоловіків, з чим пов'язано багато курйозних ситуацій. У наступних розділах манги і аніме вчиться говорити з ними, попри помітне тремтіння. У 12 серії другого сезону Каеде в підсумку здатна терпіти дотики Цуди без непритомності.
- Саяка Дедзіма (яп. 出島 サヤカ)

Особиста служниця Арії, професійна кухарка. Фетиш — носити білизну пані. Підозріло ставиться до Такатосі і помітно, що ревнує його до Січіджо.
- Чіхіро Уомі (яп. 魚見)

Одна з другорядних персонажок, вперше з'являється в 3-й OVA. Протягом довгого часу була відома на прізвисько «Уомі», поки її повне ім'я не розкрилося в 415 главі манги. Має схожий колір волосся з Сіно з двома хвостами. Носить шкільну форму з синьої спідниці, трикотажного светра, білої сорочки-сукні і червоно-помаранчевої краватки.
18-річна президент шкільної ради старшої школи Ейрьо, вона вирушає в Осай у рамках програми шкільного обміну, щоб кожна школа дізналася більше одна про одну і як вони працюють, щоб поліпшити себе. Перебуваючи під враженням, Уомі і Сіно обмінялися електронною поштою і телефонними номерами в кінці дня. Уомі відвідує Осай знову протягом культурного фестивалю в ролі учасниці футбольної команди Ейрьо, оскільки вона грала в софтбол до приходу до студради. Коли Хагімура чує, що Уомі і Сіно розмовляють одна з одною за межами школи, це підтверджує думку Судзу, що ті мають подібні риси. Уомі знаходиться у хороших відносинах з Сіно та членами шкільної ради, її часто запрошують на заходи за межами школи, наприклад, на гарячі джерела сім'ї Арії. Уомі також пропонує їм відвідати культурний фестиваль Ейрьо.
Як і Сіно, вона намагається робити збочені коментарі, хоча ті часто закінчуються незворушним стилем, втративши більшу частину свого ефекту. Вона розглядає себе як відлюдницю й малоемоційну людину, визнавши, що до старшої школи не була дуже товариською. Дівчина зацікавлена в Хагімурі, часто вітає її обіймаючи, хоча Судзу неохоче це робить. У 1-й OVA для 2-го сезону показано, що Уомі працює неповний робочий день у ресторані швидкого харчування.
Під час другого аніме-сезону Уомі та Цуда стали родичами, дізнавшись, що вони відвідували одне й те ж весілля, як наречений двоюрідний брат Цуди і наречена кузина Уомі. На весільному прийомі, усвідомлюючи, що вони тепер зв'язані за допомогою такого шлюбу, дівчина змушує Цуду називати її «Оні-тян» (старша сестра), а вона у відповідь буде називати Цуду і Котомі «Така-кун» і «Котомі-чан».
Уомі і Сіно мають багато спільного, Чіхіро також цінує здібності Арії з декорування, поважає Судзу, як талановитого члена студради Осай. Вона в хороших стосунках із молодшою сестрою Такатосі та часто жартує разом із дівчатами над її старшим братом, хоча її сексуальні жарти не такі відверті. Проте, можливо, це все гра, тому що Уомі є практично єдиною персонажкою в серіалі, яка має серйозні розмови з Такатосі наодинці без всіляких сексуальних підтекстів. Наприклад, коли вона прямо запитала хлопця, чи подобається хтось йому з його колег як дівчина, Такатосі заперечив. Чіхіро у відповідь порадила йому жити в повній мірі, що відверто збентежило Такатосі. Уомі регулярно відвідує будинок Цуди, пізніше присутні кілька випадків, коли Чіхіро і Цуда зближується ще більше, і це відверто приголомшує Сіно, Муцумі і Судзу.

## Термінологія
Приватна школа Осай — приватна школа, в якій відбувається основні події сюжету аніме. У зв'язку зі зниженням рівня народжуваності перейшла від жіночого типу навчання до спільного. Нинішнє співвідношення між чоловіками та жінками становить 7 до 131 (7:131).
Шкільна рада школи Осай — керівний орган, створений для координації громадських заходів і різних шкільних конкурсів, свят тощо. Складається з Сіни Амакуси (президент), Арії Січіджо (секретарка), Судзу Хагімури (скарбниця). У першій серії до них приєднався Такатосі Цуда у ролі віцепрезидента. Куратором шкільної ради є Наруко Токісіма.
Правила Осай — правила приватної школи, куди потрапив Цуда. На початку кожної серії та OVA про них розповідає Сіно Амакуса.
- 1. Жодних секретів. Доповідати про всі потаємні заняття. Про абсолютно всі!
- 2. Втрачати цноту потрібно з розумом!
- 3. Якщо за тобою хтось підглядає — покажи йому все!
- 4. Прочитав порно-журнал — викинь його!
- 5. Пести його, та не запести!
- 6. Не смій базікати про цицьки!
- 7. Я користуюся прокладками!
- 8. Занадто часто теж шкідливо.
- 9. Завжди носи з собою презервативи!
- 10. Заборонено використовувати ванну не за її прямим призначенням.
- 11. Шепотітися під час уроків заборонено.
- 12. Дзюдо найкраще починати з задушення й ось так!
- 13. У словнику немає слова «пестити»!
- 14. Трусики в полуничку — для дітей.
- 15. Залишився рік випробувань до вісімнадцятиріччя!

## Медіа

### Манга
Seitokai Yakuindomo розпочалася як чотирьохпанельна комедійна манга, написана і проілюстрована Тодзеном Удзі. Манга почала серіалізацію в червневому випуску 2007 р. журналу Magazine Special і тривав до липневого номера 2008 р., після чого він був передана до Weekly Shōnen. Перший танкобон випущений 12 серпня 2008 р. у Shonen Magazine видавництва Kodansha, станом на серпень 2012-го доступні 7 томів.

#### Список томів
| - Глави 1–15 з Magazine Special |

| - Глави 16–30 з Weekly Shōnen Magazine |

| - Глави 31–60 з Weekly Shōnen Magazine |

| - Глави 61–90 з Weekly Shōnen Magazine |

| - Глави 91–120 з Weekly Shōnen Magazine |

| - Глави 121–150 з Weekly Shōnen Magazine |

| - Глави 151–180 з Weekly Shōnen Magazine |

| - Глави 181–211 з Weekly Shōnen Magazine |

| - Глави 212–242 з Weekly Shōnen Magazine |

| - Глави 243–270 з Weekly Shōnen Magazine |

| - Глави 271–301 з Weekly Shōnen Magazine |

| - Глави 302–332 з Weekly Shōnen Magazine |

| - Глави 333–363 з Weekly Shōnen Magazine |

| - Глави 364–394 з Weekly Shōnen Magazine |

| - Глави 395–425 з Weekly Shōnen Magazine |

| - Глави 426–456 з Weekly Shōnen Magazine |

| - Глави 457–487 з Weekly Shōnen Magazine |

| - Глави 488–518 з Weekly Shōnen Magazine |

| - Глави 519–550 з Weekly Shōnen Magazine |

| - Глави 551–581 з Weekly Shōnen Magazine |

| - Глави 582–611 з Weekly Shōnen Magazine |

| - Глави 612–641.5 з Weekly Shōnen Magazine |